# Янг, Артур (футболист)
А́ртур Янг (англ. Arthur Young; 1886 — дата смерти неизвестна) — шотландский футболист. Выступал на позиции правого крайнего нападающего.
Играл за шотландский клуб «Херлфорд Тисл». В октябре 1906 года перешёл в английский «Манчестер Юнайтед». Дебютировал за команду 27 октября 1906 года в матче Первого дивизиона против клуба «Бирмингем». 3 ноября Янг сыграл против клуба «Эвертон». Это была его вторая и последняя официальная игра в основном составе «Юнайтед», и уже в ноябре 1906 года он покинул команду.